# Alberto Evaristo
Alberto Nicolás Evaristo ist ein ehemaliger argentinischer Fußballspieler auf der Position eines Stürmers.

## Laufbahn
Evaristo spielte mindestens zwischen 1952 und 1955 für den CA River Plate und in der Zwischenstand auch für den Club Atlético Atlanta.
Außerdem spielte Evaristo für die ebenfalls argentinischen Vereine Club Atlético Huracán und Ferro Carril Oeste sowie den mexikanischen Club Necaxa, mit dem er in der Saison 1959/60 den mexikanischen Pokalwettbewerb gewann.

## Erfolge
- Mexikanischer Pokalsieger: 1960